# 東北ゴールデンエンジェルス
東北ゴールデンエンジェルス（とうほくゴールデン・エンジェルス）は、プロ野球・パシフィック・リーグ（パ・リーグ）の東北楽天ゴールデンイーグルスの公式チアリーダーである。

## 概要
2005年に東北楽天ゴールデンイーグルスが50年ぶりとなる新球団として誕生した。それに合わせて球団公式チアリーダー「東北ゴールデンエンジェルス」も結成された。現存するチアチームとしては球界5番目となるが、同一名称のチームとしては球界4番目に古いチームとなる。
メンバー募集時などに使用する年度ごとのチームの呼び方は、2005年を第1期として順番に続く。例えば2017年度は、東北ゴールデンエンジェルス第13期となる。2018年度からは2018東北ゴールデンエンジェルス、2023年度からは東北ゴールデンエンジェルス 2023と年度を表記するようになり、第何期の表記は使用しなくなった。
活動内容は、主催試合のチアリーディング活動、地域密着活動、慰問活動、楽天イーグルス「未来塾」、Jr.チアリーダーズのインストラクター、公式ブログ及びスクールブログの更新がある。なお、公式ブログは2006年から開始しており球団チアブログのさきがけとなる。
チアリーディング活動には、グリーティング、正面ステージでのダンスパフォーマンス、イニング間を中心にダンスパフォーマンスなどがある。

## メンバー

### 2025年
| HARUKA｛21年～｝C | NANAKA｛22年～｝VC | HARU｛23年～｝  | HONOKA｛23年～｝ |
| KOHARU {23年～}   | MEI {23年～}       | MOMOKA {23年～} | NANA {23年～}    |
| HINAKO {24年～}   | KANA {24年～}      | MAYU {24年～}   | NARU {24年～}    |
| OTOMI {24年～}    | OUKA {24年～}      | AYANE           | KAO              |
| KANNA             | KOTOHA             | MONAMI          | NOA              |
| UMI               | YUKINA             | YUU             |                  |

合計23名

### 2024年
| HARUKA｛21年～｝C | KURUMI｛21年～｝  | KURARA｛22年～｝VC | NANAKA｛22年～｝ |
| ASUKA {23年～}    | HARU {23年～}     | HONOKA {23年～}    | KOHARU {23年～}  |
| MEI {23年～}      | MOMOKA {23年～}VC | NANA {23年～}      | RUKA {23年～}    |
| YUMIKA {23年～}   | AKARI             | HINAKO             | KANA             |
| MAYU              | MIO               | NARU               | OTOMI            |
| OUKA              | SHIONE            |                    |                  |

合計22名

### 2023年
| AIMI｛16～17,21年～｝ | ASUKA  | CHINAMI｛20年～｝ | HARU              |
| HARUKA｛21年～｝      | HONOKA | KAHO              | KANA｛18,22年～｝ |
| KIMIKA｛21年～｝      | KOHARU | KURARA｛22年～｝  | KURUMI｛21年～｝  |
| MEI                   | MOMOKA | NANA              | NANAKA｛22年～｝  |
| NON                   | RUKA   | SHION             | SUZUKA｛22年～｝  |
| YUMIKA                |        |                   |                   |

合計21名

### 2022年
| AIMI｛16～17,21年～｝ | CHINAMI｛20年～｝ | HARUKA｛21年～｝ | HOZUMI｛18年～｝ |
| KANA｛18年｝          | KAORI｛16～17年｝ | KIMIKA｛21年～｝ | KURARA           |
| KURUMI｛21年～｝      | MIKU｛18年～｝    | MOEKO｛19年～｝  | NANA｛19年～｝   |
| NANAKA                | REIHA｛21年～｝   | RIN｛退団｝      | SAYA             |
| SAYANO｛21年～｝      | SUZUKA            |                  |                  |

合計18名 → 17名

### 2021年
| AIMI｛16～17年｝ | AYANA           | CHINAMI｛20年～｝                    | HARUKA           |
| HITOMI｛19年～｝ | HONO｛20年～｝  | HONOKA｛16年～｝                     | HOZUMI｛18年～｝ |
| KANO｛16年～｝   | KIMIKA          | KURUMI                               | MARI｛17年～｝   |
| MIKU｛18年～｝   | MOEKO｛19年～｝ | NANA｛19年～｝                       | REIHA            |
| RENA｛17年～｝   | SAYANO          | YUKI｛14～16,20年,シーズン途中退団｝ |                  |

合計19名 → 18名

### 2020年
| CHINAMI          | HIROKA｛19年～｝ | HITOMI｛19年～｝ | HONO             |
| HONOKA｛16年～｝ | HOZUMI｛18年～｝ | KANO｛16年～｝   | KONOMI｛19年～｝ |
| MARI｛17年～｝   | MIKU｛18年～｝   | MINA             | MOEKO｛19年～｝  |
| NANA｛19年～｝   | RENA｛17年～｝   | SHIORI｛17年～｝ | YUKA             |
| YUKI｛14～16年｝ |                  |                  |                  |

合計17名

### 2019年
| AZUSA｛シーズン途中加入｝ | HIROKA         | HITOMI｛シーズン途中加入｝      | HONOKA｛16年～｝ |
| HOZUMI｛18年～｝          | KANO｛16年～｝ | KANOKO｛11年～｝                | KONOMI           |
| MANO｛シーズン途中退団｝  | MARI｛17年～｝ | MIKU.H｛シーズン途中加入/退団｝ | MIKU.N｛18年～｝ |
| MINAKA｛16年～｝          | MINORI         | MIYUNA｛16年～｝                | MOEKO            |
| NANA.A                    | NANA.Y         | NARUMI                          | RENA｛17年～｝   |
| RIKAKO｛17年～｝          | RINA           | RISA                            | SAYOKO｛16年～｝ |
| SHIORI｛17年～｝          |                |                                 |                  |

合計22名 → 21名 → 24名 → 23名

### 2018年
| AKINA｛14年～｝  | ARISA｛14年～｝                 | HONOKA｛16年～｝ | HOZUMI           |
| KANA             | KANO｛16年～｝                  | KANOKO｛11年～｝ | MANAMI           |
| MARI｛17年～｝   | MIKU                            | MINAKA｛16年～｝ | MIYUNA｛16年～｝ |
| MIYUU            | NOZOMI｛10,15年～｝             | RENA｛17年～｝   | RIKAKO｛17年～｝ |
| SAKIKO｛16年～｝ | SAYAKA                          | SAYOKO｛16年～｝ | SHIORI｛17年～｝ |
| YOKO｛16年～｝   | YUKA｛16年～,シーズン途中退団｝ | YUKI｛14年～｝   |                  |

合計23名 → 22名

### 2017年
| AIMI｛16年～｝   | AKINA｛14年～｝  | ARISA｛14年～｝     | ERIKA｛14年～｝ |
| HONOKA｛16年～｝ | KANO｛16年～｝   | KANOKO｛11年～｝    | KAORI｛16年～｝ |
| MARI             | MARIE            | MINAKA｛16年～｝    | MISAKI          |
| MIYUNA｛16年～｝ | NAOKO｛16年～｝  | NOZOMI｛10,15年～｝ | RENA            |
| RIKAKO           | SAKIKO｛16年～｝ | SAYOKO｛16年～｝    | SHIORI          |
| TOMOMI｛16年～｝ | YOKO｛16年～｝   | YUKA｛16年～｝      | YUKI｛14年～｝  |

合計24名

### 2016年
| AIMI            | AKI｛05年～｝    | AKINA｛14年～｝ | ARISA｛14年～｝     |
| ARISA｛15年～｝ | ERIKA｛14年～｝  | HARUKA          | HONOKA              |
| KANO            | KANOKO｛11年～｝ | KAORI           | KUREHA｛13年～｝    |
| MINAKA          | MIYUNA           | NAOKO           | NOZOMI｛10,15年～｝ |
| RINO｛13年～｝  | SAKIKO           | SAYOKO          | TOMOMI              |
| YOKO            | YUKA             | YUKI｛14年～｝  | YUKI｛14年～｝      |

合計24名

### 2015年
| 上田亜樹(うえだ あき)｛05年～｝L      | 藤原かのこ(ふじわら かのこ)｛11年～｝ | 菊地里奈(きくち りな)｛12年～｝     |
| 末永有美(すえなが ゆみ)｛12年～｝     | 佐々木梨乃(ささき りの)｛13年～｝     | 高松紅葉(たかまつ くれは)｛13年～｝ |
| 市ノ瀬敦美(いちのせ あつみ)｛14年～｝ | 小川由(おがわ ゆかり)｛14年～｝       | 五島由貴(ごしま ゆき)｛14年～｝     |
| 小山唯(こやま ゆい)｛14年～｝         | 佐々木明奈(ささき あきな)｛14年～｝   | 佐藤文香(さとう あやか)｛14年～｝   |
| 佐野有沙(さの ありさ)｛14年～｝       | 下村茄歩(しもむら かほ)｛14年～｝     | 菅原友季(すがわら ゆき)｛14年～｝   |
| 針生紗希(はりう さき)｛14年～｝       | 山田絵莉香(やまだ えりか)｛14年～｝   | 伊藤有沙(いとう ありさ)             |
| 大塚愛理(おおつか あいり)             | 佐藤まみ(さとう まみ)                 | 高橋里帆(たかはし りほ)             |
| 福田麻里奈(ふくだ まりな)             | 水嶋希実(みずしま のぞみ)｛10年～｝   |                                     |

合計23名

### 2014年
| 上田亜樹(うえだ あき)｛05年～｝L    | 藤原かのこ(ふじわら かのこ)｛11年～｝SL | 阿部奈津美(あべ なつみ)｛05～06,12年｝SL |
| 末永有美(すえなが ゆみ)｛12年～｝SL | 高橋綾(たかはし りょう)｛09年～｝       | 菊地里奈(きくち りな)｛12年～｝          |
| 高橋詩帆(たかはし しほ)｛12年～｝   | 金子優(かねこ ゆう)｛13年～｝           | 佐々木梨乃(ささき りの)｛13年～｝        |
| 高松紅葉(たかまつ くれは)｛13年～｝ | 市ノ瀬敦美(いちのせ あつみ)             | 大泉真由子(おおいずみ まゆこ)            |
| 小川由(おがわ ゆかり)               | 五島由貴(ごしま ゆき)                   | 後藤梨沙(ごとう りさ)                    |
| 小山唯(こやま ゆい)                 | 佐々木明奈(ささき あきな)               | 佐藤文香(さとう あやか)                  |
| 佐野有沙(さの ありさ)               | 下村茄歩(しもむら かほ)                 | 菅原友季(すがわら ゆき)                  |
| 高橋実沙(たかはし みさ)             | 高山美央(たかやま みお)                 | 土屋真亜子(つちや まあこ)                |
| 針生紗希(はりう さき)               | 藤岡萌(ふじおか めぐみ)                 | 山田絵莉香(やまだ えりか)                |
| 山本紫帆(やまもと しほ)             |                                         |                                          |

合計24名 + 追加4名

### 2013年
| 上田亜樹(うえだ あき)｛05年～｝L        | 高橋綾(たかはし りょう)｛09年～｝SL | 岩舘千歩(いわだて ちほ)｛11年～｝SL   |
| 東村沙織(ひがしむら さおり)｛12年～｝SL | 小野一美(おの ひとみ)｛09年～｝     | 藤原かのこ(ふじわら かのこ)｛11年～｝ |
| 遠藤萌(えんどう もえ)｛12年～｝         | 菊地里奈(きくち りな)｛12年～｝     | 木村南海子(きむら なみこ)｛12年～｝   |
| 佐々木美桜奈(ささき みおな)｛12年～｝   | 末永有美(すえなが ゆみ)｛12年～｝   | 高橋詩帆(たかはし しほ)｛12年～｝     |
| 桃井ひかり(ももい ひかり)｛12年～｝     | 阿部夏希(あべ なつき)               | 今井清香(いまい さやか)               |
| 大友愛美(おおとも めぐみ)               | 金子優(かねこ ゆう)                 | 齋藤由実(さいとう ゆみ)               |
| 佐々木梨乃(ささき りの)                 | 庄子七海(しょうじ ななみ)           | 高松紅葉(たかまつ くれは)             |
| 永井さわやか(ながい さわやか)           | 船水亜沙子(ふなみず あさこ)         | 森下雅代(もりした まさよ)             |

合計24名

### 2012年
| 上田亜樹(うえだ あき)｛05年～｝         | 小野一美(おの ひとみ)｛09年～｝   | 高橋綾(たかはし りょう)｛09年～｝     |
| ムーア奈津美(ムーア なつみ)｛05～06年｝ | 岩舘千歩(いわだて ちほ)｛11年～｝ | 藤原かのこ(ふじわら かのこ)｛11年～｝ |
| 井筒恵理子(いづつ えりこ)               | 遠藤萌(えんどう もえ)             | 菊地里奈(きくち りな)                 |
| 木村南海子(きむら なみこ)               | 日下恵里奈(くさか えりな)         | 末永有美(すえなが ゆみ)               |
| 高橋詩帆(たかはし しほ)                 | 橋本灯(はしもと あかり)           | 東村沙織(ひがしむら さおり)           |
| 佐々木美桜奈(ささき みおな)             | 関麗美(せき れいみ)               | 桃井ひかり(ももい ひかり)             |
| 山口瑛里香(やまぐち えりか)             |                                   |                                       |

合計19名

### 2011年
| 会田美英(あいだ みえい)｛05年～｝AD        | 上田亜樹(うえだ あき)｛05年～｝   | 大場明子(おおば あきこ)｛05年～｝AD |
| 須和部真弓(すわべ まゆみ)｛06～07,10年～｝ | 前田知美(まえだ ともみ)｛08年～｝ | 小野一美(おの ひとみ)｛09年～｝     |
| 高橋綾(たかはし りょう)｛09年～｝          | 槻田夢果(つきた ゆめか)｛10年～｝ | 猪口郁美(いのぐち いくみ)           |
| 岩舘千歩(いわだて ちほ)                    | 内絵梨香(うち えりか)             | 小野茉莉代(おの まりよ)             |
| 今野愛那(こんの まな)                      | 佐藤周子(さとう しゅうこ)         | 早崎のぞみ(はやさき のぞみ)         |
| 藤原かのこ(ふじわら かのこ)                | 吉田晴香(よしだ はるか)           | 瀬戸愛佑美(せと あゆみ)             |

合計21名 + 候補2名

### 2010年
| 大場明子(おおば あきこ)｛05年～｝AD   | 会田美英(あいだ みえい)｛05年～｝   | 上田亜樹(うえだ あき)｛05年～｝   |
| 本郷珠美(ほんごう たまみ)｛06年～｝   | 永井真央(ながい まお)｛07年～｝     | 佐藤菜美(さとう なみ)｛08年～｝   |
| 前田知美(まえだ ともみ)｛08年～｝     | 伊藤里見(いとう さとみ)｛09年～｝   | 小野一美(おの ひとみ)｛09年～｝   |
| 川嶋由奈(かわしま ゆな)｛09年～｝     | 佐藤沙也香(さとう さやか)｛09年～｝ | 高橋綾(たかはし りょう)｛09年～｝ |
| 須和部真弓(すわべ まゆみ)｛06～07年｝ | 木村志穂(きむら しほ)               | 佐藤奏(さとう かな)               |
| 佐藤めぐみ(さとう めぐみ)             | 佐藤ゆり(さとう ゆり)               | 志田美来(しだ みく)               |
| 槻田夢果(つきた ゆめか)               | 水嶋希実(みずしま のぞみ)           | 森麻依子(もり まいこ)             |
| 山崎美結(やまざき みゆ)               | 山本紗喜子(やまもと さきこ)         | 吉田彩恵子(よしだ さえこ)         |

合計26名

### 2009年
| 会田美英(あいだ みえい)｛05年～｝   | 荒井しおり(あらい しおり)｛05年～｝ | 上田亜樹(うえだ あき)｛05年～｝ |
| 大場明子(おおば あきこ)｛05年～｝   | 本郷珠美(ほんごう たまみ)｛06年～｝ | 永井真央(ながい まお)｛07年～｝ |
| 佐藤沙也香(さとう さやか)｛08年～｝ | 佐藤菜美(さとう なみ)｛08年～｝     | 鈴木枝理(すずき えり)｛08年～｝ |
| 前田知美(まえだ ともみ)｛08年～｝   | 相沢ひとみ(あいざわ ひとみ)         | 赤間由奈(あかま ゆな)           |
| 伊藤里見(いとう さとみ)             | 小川智代(おがわ ともよ)             | 小野一美(おの ひとみ)           |
| 尾張未奈(おわり みな)               | 川嶋由奈(かわしま ゆな)             | 小山田美帆(こやまだ みほ)       |
| 佐藤香(さとう かおり)               | 高橋綾(たかはし りょう)             | 藤崎令子(ふじさき れいこ)       |
| 堀内菜摘(ほりうち なつみ)           | 本田梨江(ほんだ りえ)               |                                 |

合計23名

### 2008年
| 会田美英(あいだ みえい)｛05年～｝ | 荒井しおり(あらい しおり)｛05年～｝ | 上田亜樹(うえだ あき)｛05年～｝ |
| 大場明子(おおば あきこ)｛05年～｝ | 本郷珠美(ほんごう たまみ)｛06年～｝ | 永井真央(ながい まお)｛07年～｝ |
| 石川由佳(いしかわ ゆか)           | 熊田綾乃(くまだ あやの)             | 後藤奈々重(ごとう ななえ)       |
| 佐々木綾子(ささき あやこ)         | 佐藤沙也香(さとう さやか)           | 佐藤菜美(さとう なみ)           |
| 庄司晶子(しょうじ あきこ)         | 鈴木枝理(すずき えり)               | 中野渡裕子(なかのわたり ゆうこ) |
| 早坂理沙(はやさか りさ)           | 平野詩織(ひらの しおり)             | 福嶋まりか(ふくしま まりか)     |
| 前田知美(まえだ ともみ)           | 大友美穂(おおとも みほ)             |                                 |

合計20+候補6名

### 2007年
| 会田美英(あいだ みえい)｛05年～｝   | 荒井しおり(あらい しおり)｛05年～｝ | 上田亜樹(うえだ あき)｛05年～｝     |
| 大場明子(おおば あきこ)｛05年～｝   | 加藤由紀子(かとう ゆきこ)｛05年～｝ | 加茂あゆみ(かも あゆみ)｛05年～｝   |
| 須和部真弓(すわべ まゆみ)｛06年～｝ | 本郷珠美(ほんごう たまみ)｛06年～｝ | 渡邉里織(わたなべ さおり)｛06年～｝ |
| 遠藤歩美(えんどう あゆみ)           | 遠藤杏子(えんどう きょうこ)         | 亀山美歩(かめやま みほ)             |
| 黒須恵理(くろす えり)               | 小林ひとみ(こばやし ひとみ)         | 柴田夏樹(しばた なつき)             |
| 千葉あゆみ(ちば あゆみ)             | 永井真央(ながい まお)               | 平野真衣(ひらの まい)               |
| 星恵美子(ほし えみこ)               | 渡辺真央(わたなべ まお)             |                                     |

合計36名

### 2006年
| 会田美英(あいだ みえい)｛05年～｝ | 荒井しおり(あらい しおり)｛05年～｝ | 阿部奈津美(あべ なつみ)｛05年～｝   |
| 上田亜樹(うえだ あき)｛05年～｝   | 大場明子(おおば あきこ)｛05年～｝   | 加藤由紀子(かとう ゆきこ)｛05年～｝ |
| 加茂あゆみ(かも あゆみ)｛05年～｝ | 木村美香(きむら みか)｛05年～｝     | 岡崎安子(あかざき やすこ)           |
| 阿部沙織(あべ さおり)             | 今中知美(いまなか ともみ)           | 佐々木智恵(ささき ちえ)             |
| 須和部真弓(すわべ まゆみ)         | 丹羽淑恵(たんば よしえ)             | 中西妙(なかにし たえ)               |
| 羽場真由美(はば まゆみ)           | 本郷珠美(ほんごう たまみ)           | 渡邉里織(わたなべ さおり)           |

合計23名

### 2005年
| 会田美英(あいだ みえい) | 荒井しおり(あらい しおり)   | 阿部奈津美(あべ なつみ)       |
| 上田亜樹(うえだ あき)   | 大場明子(おおば あきこ)     | 加藤由紀子(かとう ゆきこ)     |
| 加茂あゆみ(かも あゆみ) | 木村美香(きむら みか)       | 鎌内麻美(かまうち まみ)       |
| 田口彩(たぐち あや)     | 松永由紀子(まつなが ゆきこ) | 小野寺真沙子(おのでら まさこ) |
| 大友亜美(おおとも あみ) | 軽部智美(かるべ ともみ)     | 今野恭子(こんの きょうこ)     |
| 佐塚舞子(さづか まいこ) | 佐藤美和(さとう みわ)       | 染谷有美(そめや ゆみ)         |
| 茂木真穂(もぎ まほ)     | 吉澤みつこ(よしざわ みつこ) | 下田舞(しもだ まい)           |
| 三浦牧子(みうら まきこ) | 三好真弓(みよし まゆみ)     |                               |

合計31名
※L：リーダー、SL：サブリーダー、AD:アシスタントディレクター
　C：キャプテン、VC：バイスキャプテン

## ディレクター
- 2005年～2008年　塩崎佐恵(EP)
- 2009年　　　　　 岡田真実(D)
- 2009年～2012年　小笠原明子(D)
- 2024年～2025年　会田美英(D) 2005～2011年エンジェルス在籍
- 2024年～2025年　山内明子(D) 2005～2011年エンジェルス在籍

※EP:エグゼクティブ・プロデューサー、D:ディレクター

## 他チームとの交流
- 同じ仙台を本拠地とするプロスポーツ団体のチアリーリィングチームでもあるベガルタ仙台のベガルタチアリーダーズ、仙台89ERSの89ERSチアーズとは2009年のイベントを通じて交流関係が続いている。この3チームは、「S!なダンス」を同じ振り付けで共有している。
- 読売ジャイアンツのチームジャビッツ21（当時）とは、2006年より不定期ながらチア交流が続いている。
- マツダオールスターゲーム2011の第1戦（名古屋）、第2戦（千葉）には、美英、亜樹、明子、真弓、一美、綾、のぞみ、晴香の8名が派遣された。
- 千葉ロッテマリーンズのM☆Splash!!とは、2012年より相互交流が行われるようになった。
- 横浜DeNAベイスターズのdianaとは、2013年より相互交流が行われるようになった。ただし、2015年からは交流がなくなった。
- マツダオールスターゲーム2012、2013に、亜樹、一美の2名が派遣された。
- 2013年のアジアシリーズには日本シリーズを制したチームと共に、亜樹、千歩、綾の3名が派遣された。
- マツダオールスターゲーム2014第1戦には、亜樹、梨乃の2名が派遣された（第2戦は派遣無し）。

## 特記事項
- 2005年のオーディションでは当時44歳になる女性が合格し話題となり、メディア取材、テレビ出演やCM出演を果たす[2]。
- 2013年メンバーであった岩舘千歩も現役メンバーでありながらブルーリングス（B.LEAGUE・青森ワッツのチアダンスチーム）のディレクターを兼務し、チームの創設に関わった。
- 2013年シーズンは球団創設以来初となるリーグ優勝及び日本一となった。2013年11月24日仙台商工会議所から五ツ橋交差点まで21万の観衆が見守る中、チームと共に優勝パレードに参加した[3]。
- モーニング娘。'25の石田亜佑美も小学3年生から6年生までの3年間、楽天イーグルス チアリーディングスクールに在籍しJr.チアリーダーズとして活動していた[4][5]。石田は、下記のドラマ「44歳のチアリーダー!!」にも出演した。
- 乃木坂46の久保史緒里も小学3年生から中学3年生までの6年間、Jr.チアリーダーズとして活動していた[6]。
- 上田亜樹もプロ野球チアの歴史において最長キャリアの記録を更新中だったが、2016年11月23日のファン感謝デーで引退を表明した。上田は2005年結成当初からの中心メンバーであり、チームを代表する様々な交流イベントのほぼすべてに参加し、チームのまとめ役であるリーダーを務めていた。